# Ambasciatori prussiani in Russia
L'ambasciatore prussiano in Russia era il primo rappresentante diplomatico della Prussia in Russia.
Le relazioni diplomatiche iniziarono ufficialmente nel 1650 e rimasero attive sino alla costituzione della Confederazione Germanica del nord nel 1867 e poi dell'Impero tedesco nel 1871 quando le funzioni passarono all'ambasciatore tedesco in Russia.

## Regno di Prussia
...
- 1717–1728: Gustav von Mardefeld (1664–1729)
- 1728–1747: Axel von Mardefeld (1691–1748)
- 1747–1749: Karl Wilhelm von Finckenstein (1714–1800)

...
- 1762–1762: Wilhelm Bernhard von der Goltz (1736–1795)
- 1762–1779: Victor Friedrich von Solms-Sonnenwalde (1730–1783)
- 1779–1785: Johann Eustach von Görtz (1737–1821)
- 1785–1794: Leopold Heinrich von der Goltz (1746–1816)
- 1794–1797: Bogislav Friedrich Emanuel von Tauentzien (1760–1824)
- 1797–1799: Erasmus Ludwig Friedrich von der Groeben (1744–1799)
- 1800–1802: Spiridion von Lusi
- 1802–1807: August Friedrich Ferdinand von der Goltz (1765–1832)
- 1807–1811: Friedrich Heinrich Leopold von Schladen (1772–1845)
- 1811–1814:
- 1814–1835: Friedrich von Schoeler (1772–1840)
- 1835–1845: August von Liebermann (1791–1847)
- 1845–1854: Theodor von Rochow (1794–1854)
- 1854–1859: Karl von Werther (1809–1894)
- 1859–1862: Otto von Bismarck (1815–1898)
- 1862–1863: Robert von der Goltz (1817–1869)
- 1863–1865: Heinrich Alexander von Redern (1804–1888)
- 1865–1867: Hans Lothar von Schweinitz (1822–1901)

1867: Chiusura dell'ambasciata